# Kalochóri (ort i Grekland, Thessalien)
Kalochóri är en ort i Grekland.   Den ligger i prefekturen Trikala och regionen Thessalien, i den centrala delen av landet, 260 km nordväst om huvudstaden Aten. Kalochóri ligger 489 meter över havet och antalet invånare är 110.
Terrängen runt Kalochóri är kuperad. Runt Kalochóri är det ganska glesbefolkat, med 21 invånare per kvadratkilometer. Närmaste större samhälle är Kalampáka, 11,4 km väster om Kalochóri. Trakten runt Kalochóri består till största delen av jordbruksmark.